# Gertrud Budweiser
Gertrud Budweiser (* um 1949) ist eine ehemalige deutsche Tischtennisspielerin mit aktiver Zeit in den 1960er und 1970er Jahren. Bei der Deutschen Meisterschaft 1970 gewann sie Bronze im Doppel.

## Werdegang
Gertrud Budweiser spielte seit 1964 beim Verein TTC Röthenbach. 1967 erreichte sie bei den süddeutschen Meisterschaften das Endspiel im Mixed mit Peter Stähle. Mit der Damenmannschaft des TTC Röthenbach stieg sie von 1964 bis 1969 fünfmal in Folge auf von der Kreisliga bis in die Oberliga Süd. Ihr größter Erfolg war Platz drei im Mixed mit Detlef Siewert bei der Deutschen Meisterschaft 1970.
1970 heiratete sie Werner Trauner und trat danach unter dem Namen Gertrud Trauner auf. In den 1980er Jahren beendete sie ihre Aktivitäten im Tischtennis. Nach 2000 spielte sie Tennis beim TSV Wendelstein.